# Feindsender

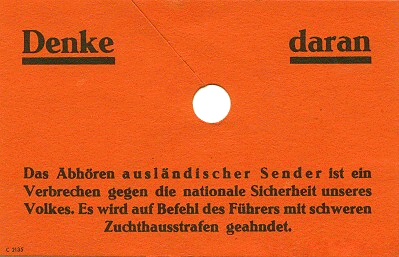
Le Volksempfänger, appareil de radio destiné à la propagande, était fourni avec une étiquette avertissant l'auditeur qu'écouter les radios étrangères est un crime passible de prison.

Feindsender est un terme en allemand signifiant « émetteur ennemi » utilisé sous le Troisième Reich par la propagande nazie pour désigner les stations de radio qu'il était interdit aux Allemands d'écouter. Ces émetteurs radiophoniques se trouvaient en majorité à l'extérieur de l'Allemagne, mais certains également en territoire allemand.

## Contexte
Dès le début de la guerre, en 1939, le régime nazi introduit, parmi de nombreuses nouvelles lois et interdictions, un Décret sur les mesures radiophoniques extraordinaires (de) sur l'initiative de Josef Goebbels (Reichsgesetzblatt, 7 septembre 1939). Écouter des stations de radio étrangères est dès lors passible de lourdes sanctions. Les auditeurs d'émissions satiriques ou de musiques telles que le jazz et le swing s'en tirent souvent avec un avertissement de la Gestapo, mais leur appareil peut être confisqué et ils peuvent écoper d'une peine de prison. Relayer ou distribuer les messages reçus grâce aux radios étrangères est puni de prison ou même de mort. Ce décret entre dans le cadre de ce que le régime nazi considère comme une action de subversion de l'armée (Wehrkraftzersetzung).
Très rapidement, la BBC de Londres devient le Feindsender le plus influent. D'autres stations de radio captées en Allemagne sont Radio Vatican, Radio Moscou, Radio Oranje (une émission du gouvernement néerlandais en exil en langue néerlandaise sur les ondes de la BBC), Radio Beromünster en Suisse et deux émetteurs britanniques en langue allemande : Gustav Siegfried Eins, et le Soldatensender Calais qui se fait passer pour une radio de l'armée allemande. D'autres stations de radio, de petite envergure et clandestines, apparaissent aussi sur le territoire allemand.
Il n'est pas seulement interdit d'écouter ces émissions, il est également illégal d'en émettre : ainsi, toutes les autorisations délivrées par la Reichspost sont annulées et les émetteurs des radio-amateurs sont confisqués sans dédommagement.
Quelques citoyens allemands comme les Groupes de quatre (de) à Hambourg, Munich et Vienne, relayent et propagent les messages reçus au moyen de tracts et d'affiches. D'autres sont en exil, comme Thomas Mann qui intervient sur la BBC dans une série de 55 émissions où il s'adresse à ses concitoyens en commentant le régime en place et l'évolution de la guerre.

## Listes d'émetteurs
- British Broadcasting Corporation : à partir de septembre 1938 avec un discours de Neville Chamberlain ;
- Radio Beromünster (de) : une radio publique suisse qui émet de 1931 à 2008 et qui est durant la guerre une source d'informations essentielle dans les pays germanophones.
- Gustav Siegfried Eins, un émetteur de propagande noire qui connaît le succès, dirigé par le journaliste Sefton Delmer, émet de 1941 à 1943/1944 ;
- Deutscher Kurzwellensender Atlantik : émetteur britannique, également dirigé par Delmer, émet de 1943 à 1945 à destination des équipages des U-Boote allemands ;
- Soldatensender Calais : créé le 24 octobre 1943 parce qu'un nouvel émetteur à ondes moyennes dans le Sussex, l'émetteur Aspidistra, est sous-utilisé, sa capacité est mise gratuitement à la disposition de Sefton Delmer qui compte parmi ses collaborateurs Otto John (en) et Karl Theodor von und zu Guttenberg. Les programmes, en grande partie identiques à ceux du Deutscher Kurzwellensender Atlantik, sont diffusés en continu et en direct tous les jours de 20h30 à minuit. Le programme est construit pour donner l'impression qu'il s'agit d'une station de la Wehrmacht allemande, en diffusant de la musique populaire, des résultats sportifs et des reportages sur des événements en Allemagne. Mais régulièrement, on y intercale des informations démoralisantes ; Hitler n'y est jamais attaqué personnellement, mais seulement des personnalités de son entourage ;
- Christus König : émetteur britannique de 1942 à 1945, qui se fait passer pour une radio religieuse ;
- Voice of America : La Voix de l'Amérique, à partir de février 1942. VoA produit des émissions d'informations, des pièces radiophoniques, de la musique et du divertissement ;
- American Broadcasting Station in Europe / ABSiE : à partir de 1944, canal officiel du gouvernement américain, basé à Londres ;
- RTL Radio : une fois le Luxembourg libéré en septembre 1944, il est utilisé par le quartier général des forces alliées en Europe nord-occidentale ;
- Radio 1212 : autre émetteur de propagande noire, américain, basé au Luxembourg. Entre décembre 1944 et avril 1945, il est destiné à la population de Rhénanie et se fait passer pour la voix d'un groupe séparatiste rhénan ;
- Radio Moscou : organe officiel de l'URSS depuis 1929, il diffuse un programme en langue allemande depuis Moscou. En 1944, il émet 76 heures hebdomadaires. Contrairement à la BBC, l'essentiel des programmes est conçu par des collaborateurs allemands ;
- la technique des voix fantômes, une technique de parasitage : les capacités d'émetteurs puissants comme Radio Moscou sont mises à profit pour émettre sur les fréquences des radios allemandes autorisées pour y introduire des phrases comme « Avec Hitler, plus jamais de paix », ou « Allemagne, réveille-toi ! Hitler, crève ! » ;
- Freies Deutschland (Allemagne libre), émetteur du Comité national pour une Allemagne libre, une organisation de résistance allemande en Union Soviétique. Il émet de 1943 à 1945 depuis Moscou et depuis les camps de prisonniers allemands de Lumjowo et Krasnogorsk. Les programmes comprennent des informations, des émissions culturelles, de la musique, des offices religieux, des messages de prisonniers allemands adressés à leurs familles au pays, ainsi que des appels lancés à la population allemandes, dont certains lus par les généraux prisonniers Walther von Seydlitz-Kurzbach et Friedrich Paulus.
- Deutscher Freiheitssender 29,8, un émetteur dont les programmes sont faits par des communistes allemands en exil. Il émet à partir de janvier 1937 depuis les environs de Madrid ;
- Radio Strasbourg / Radiodiffusion Française : diffuse depuis 1930 à l'intention des minorités germanophones d'Alsace et de Lorraine, jusqu'en juin 1940 ;
- Radio Oranje : programmes du gouvernement néerlandais en exil sur les ondes de la BBC de mai 1940 à mai 1945 ;
- Deutscher Volkssender : successeur du Deutscher Freiheitssender 29,8.

## Sources
- (de) Michael P. Hensle, Zwangsarbeiter als „Feindhörer“. In: Jahrbuch für Forschungen zur Geschichte der Arbeiterbewegung, Heft I/2004.
- (de) Michael P. Hensle: Rundfunkverbrechen. Das Hören von „Feindsendern“ im Nationalsozialismus. Metropol, Berlin 2003,  (ISBN 3-936411-05-0) (Reihe Dokumente, Texte, Materialien 49).
- (de) Michael Hensle, „Rundfunkverbrechen“ vor nationalsozialistischen Sondergerichten. Eine vergleichende Untersuchung der Urteilspraxis in der Reichshauptstadt Berlin und der südbadischen Provinz, Dissertation, Berlin, 2001
- (de) Karin Falkenberg: „Englisch inhalieren“ – Das Abhören ausländischer Sender während des Zweiten Weltkriegs. In: Das Archiv, éd. par DGPT, Cahier 1 /2011,  (ISSN 1611-0838), pp. 34–38.
- (de) Werner Röhr, Brigitte Berlekamp, Berliner Gesellschaft für Faschismus- und Weltkriegsforschung, Thema „Rundfunkverbrechen“ vor Sondergerichten., Organon, 1999.